# Cuitlauzina pandurata
Cuitlauzina pandurata är en orkidéart som först beskrevs av Leslie Andrew Garay, och fick sitt nu gällande namn av Mark W. Chase och Norris Hagan Williams. Cuitlauzina pandurata ingår i släktet Cuitlauzina, och familjen orkidéer.
Artens utbredningsområde är Ecuador. Inga underarter finns listade i Catalogue of Life.